# Bóng nước tại Đại hội Thể thao châu Á
Môn bóng nước đã được tranh tài tại Đại hội Thể thao châu Á kể từ kỳ đại hội 1951 ở New Delhi, Ấn Độ.

## Tóm tắt

### Nam
| Năm  | Chủ nhà           |              | Chung kết                    | Chung kết    | Chung kết            |                              | Trận tranh hạng ba   | Trận tranh hạng ba | Trận tranh hạng ba |  |
| Năm  | Chủ nhà           | Vô địch      | Tỷ số                        | Á Quân       | Hạng 3               | Tỷ số                        | Hạng 4               | Số đội             |                    |  |
| 1951 | New Delhi         | · Ấn Độ      | 6–4                          | · Singapore  | Không có giải thưởng | Không có giải thưởng         | Không có giải thưởng | 2                  |                    |  |
| 1954 | Manila            | · Singapore  | 4–2                          | · Nhật Bản   | · Indonesia          | 8–5                          | · Hồng Kông          | 6                  |                    |  |
| 1958 | Tokyo             | · Nhật Bản   | Không có vòng loại trực tiếp | · Singapore  | · Indonesia          | Không có vòng loại trực tiếp | · Hồng Kông          | 5                  |                    |  |
| 1962 | Jakarta           | · Nhật Bản   | Không có vòng loại trực tiếp | · Indonesia  | · Singapore          | Không có vòng loại trực tiếp | · Hồng Kông          | 4                  |                    |  |
| 1966 | Bangkok           | · Nhật Bản   | Không có vòng loại trực tiếp | · Singapore  | · Indonesia          | Không có vòng loại trực tiếp | · Malaysia           | 5                  |                    |  |
| 1970 | Bangkok           | · Nhật Bản   | 4–2                          | · Ấn Độ      | · Indonesia          | 5–2                          | · Iran               | 7                  |                    |  |
| 1974 | Tehran            | · Iran       | Không có vòng loại trực tiếp | · Trung Quốc | · Nhật Bản           | Không có vòng loại trực tiếp | · CHDCND Triều Tiên  | 7                  |                    |  |
| 1978 | Bangkok           | · Trung Quốc | Không có vòng loại trực tiếp | · Nhật Bản   | · Singapore          | Không có vòng loại trực tiếp | · CHDCND Triều Tiên  | 7                  |                    |  |
| 1982 | New Delhi         | · Trung Quốc | 11–10                        | · Nhật Bản   | · Ấn Độ              | 8–7                          | · Singapore          | 8                  |                    |  |
| 1986 | Seoul             | · Trung Quốc | Không có vòng loại trực tiếp | · Hàn Quốc   | · Singapore          | Không có vòng loại trực tiếp | · Iran               | 6                  |                    |  |
| 1990 | Beijing           | · Trung Quốc | 10–7                         | · Nhật Bản   | · Hàn Quốc           | 9–8                          | · Singapore          | 7                  |                    |  |
| 1994 | Hiroshima         | · Kazakhstan | Không có vòng loại trực tiếp | · Trung Quốc | · Nhật Bản           | Không có vòng loại trực tiếp | · Iran               | 6                  |                    |  |
| 1998 | Bangkok           | · Kazakhstan | Không có vòng loại trực tiếp | · Uzbekistan | · Trung Quốc         | Không có vòng loại trực tiếp | · Nhật Bản           | 9                  |                    |  |
| 2002 | Busan             | · Kazakhstan | 10–10 OT (5–4) pen           | · Nhật Bản   | · Trung Quốc         | 10–6                         | · Iran               | 6                  |                    |  |
| 2006 | Doha              | · Trung Quốc | 9–8                          | · Nhật Bản   | · Kazakhstan         | 12–8                         | · Iran               | 10                 |                    |  |
| 2010 | Quảng Châu        | · Kazakhstan | 7–6                          | · Trung Quốc | · Nhật Bản           | 19–5                         | · Hàn Quốc           | 9                  |                    |  |
| 2014 | Incheon           | · Kazakhstan | 7–6                          | · Nhật Bản   | · Trung Quốc         | 14–6                         | · Hàn Quốc           | 7                  |                    |  |
| 2018 | Jakarta–Palembang | · Kazakhstan | 8–7                          | · Nhật Bản   | · Iran               | 8–8 (8–7) pen                | · Trung Quốc         | 9                  |                    |  |
| 2022 | Hàng Châu         | · Nhật Bản   | 11–7                         | · Trung Quốc | · Kazakhstan         | 7–7 (3–2) pen                | · Iran               | 8                  |                    |  |

### Nữ
| Năm  | Chủ nhà           |              | Chung kết                    | Chung kết    | Chung kết    |                              | Trận tranh hạng ba | Trận tranh hạng ba | Trận tranh hạng ba |  |
| Năm  | Chủ nhà           | Vô địch      | Tỷ số                        | Á Quân       | Hạng 3       | Tỷ số                        | Hạng 4             | Số đội             |                    |  |
| 2010 | Quảng Châu        | · Trung Quốc | Không có vòng loại trực tiếp | · Kazakhstan | · Uzbekistan | Không có vòng loại trực tiếp | · Ấn Độ            | 4                  |                    |  |
| 2014 | Incheon           | · Trung Quốc | Không có vòng loại trực tiếp | · Nhật Bản   | · Kazakhstan | Không có vòng loại trực tiếp | · Uzbekistan       | 6                  |                    |  |
| 2018 | Jakarta–Palembang | · Trung Quốc | Không có vòng loại trực tiếp | · Kazakhstan | · Nhật Bản   | Không có vòng loại trực tiếp | · Thái Lan         | 6                  |                    |  |
| 2022 | Hàng Châu         | · Trung Quốc | Không có vòng loại trực tiếp | · Nhật Bản   | · Kazakhstan | Không có vòng loại trực tiếp | · Singapore        | 7                  |                    |  |

## Bảng tổng sắp huy chương

### Tổng hợp
| Hạng               | Đoàn               | Vàng | Bạc | Đồng | Tổng số |
| ------------------ | ------------------ | ---- | --- | ---- | ------- |
| 1                  | Trung Quốc (CHN)   | 9    | 4   | 3    | 16      |
| 2                  | Kazakhstan (KAZ)   | 6    | 2   | 4    | 12      |
| 3                  | Nhật Bản (JPN)     | 5    | 10  | 4    | 19      |
| 4                  | Singapore (SGP)    | 1    | 3   | 3    | 7       |
| 5                  | Ấn Độ (IND)        | 1    | 1   | 1    | 3       |
| 6                  | Iran (IRI)         | 1    | 0   | 1    | 2       |
| 7                  | Indonesia (INA)    | 0    | 1   | 4    | 5       |
| 8                  | Hàn Quốc (KOR)     | 0    | 1   | 1    | 2       |
| 8                  | Uzbekistan (UZB)   | 0    | 1   | 1    | 2       |
| Tổng số (9 đơn vị) | Tổng số (9 đơn vị) | 23   | 23  | 22   | 68      |

### Nam
| Hạng               | Đoàn               | Vàng | Bạc | Đồng | Tổng số |
| ------------------ | ------------------ | ---- | --- | ---- | ------- |
| 1                  | KAZ                | 6    | 0   | 2    | 8       |
| 2                  | JPN                | 5    | 8   | 3    | 16      |
| 3                  | CHN                | 5    | 4   | 3    | 12      |
| 4                  | SGP                | 1    | 3   | 3    | 7       |
| 5                  | IND                | 1    | 1   | 1    | 3       |
| 6                  | IRI                | 1    | 0   | 1    | 2       |
| 7                  | INA                | 0    | 1   | 4    | 5       |
| 8                  | KOR                | 0    | 1   | 1    | 2       |
| 9                  | UZB                | 0    | 1   | 0    | 1       |
| Tổng số (9 đơn vị) | Tổng số (9 đơn vị) | 19   | 19  | 18   | 56      |

### Nữ
| Hạng               | Đoàn               | Vàng | Bạc | Đồng | Tổng số |
| ------------------ | ------------------ | ---- | --- | ---- | ------- |
| 1                  | Trung Quốc         | 4    | 0   | 0    | 4       |
| 2                  | Kazakhstan         | 0    | 2   | 2    | 4       |
| 3                  | Nhật Bản           | 0    | 2   | 1    | 3       |
| 4                  | Uzbekistan         | 0    | 0   | 1    | 1       |
| Tổng số (4 đơn vị) | Tổng số (4 đơn vị) | 4    | 4   | 4    | 12      |

## Quốc gia tham dự

### Nam
| Đội tuyển         | 1951   | 1954   | 1958   | 1962   | 1966   | 1970   | 1974   | 1978   | 1982   | 1986   | 1990   | 1994   | 1998   | 2002   | 2006    | 2010   | 2014   | 2018   | 2022   | Số năm |
| ----------------- | ------ | ------ | ------ | ------ | ------ | ------ | ------ | ------ | ------ | ------ | ------ | ------ | ------ | ------ | ------- | ------ | ------ | ------ | ------ | ------ |
| Bangladesh        |        |        |        |        |        |        |        |        | Hạng 8 |        |        |        |        |        |         |        |        |        |        | 1      |
| Trung Quốc        |        |        |        |        |        |        | Hạng 2 | Hạng 1 | Hạng 1 | Hạng 1 | Hạng 1 | Hạng 2 | Hạng 3 | Hạng 3 | Hạng 1  | Hạng 2 | Hạng 3 | Hạng 4 | Hạng 2 | 13     |
| Đài Bắc Trung Hoa |        | Hạng 5 |        |        |        |        |        |        |        |        |        |        |        |        |         |        |        |        |        | 1      |
| Hồng Kông         |        | Hạng 4 | Hạng 4 | Hạng 4 |        |        |        | Hạng 7 | Hạng 7 |        | Hạng 7 |        | Hạng 8 |        | Hạng 9  | Hạng 8 | Hạng 7 | Hạng 9 | Hạng 7 | 12     |
| Ấn Độ             | Hạng 1 |        |        |        |        | Hạng 2 | Hạng 6 |        | Hạng 3 | Hạng 6 |        |        |        |        |         |        |        |        |        | 5      |
| Indonesia         |        | Hạng 3 | Hạng 3 | Hạng 2 | Hạng 3 | Hạng 3 |        |        |        |        |        |        |        |        |         |        |        | Hạng 8 |        | 6      |
| Iran              |        |        |        |        |        | Hạng 4 | Hạng 1 |        |        | Hạng 4 | Hạng 6 | Hạng 4 | Hạng 5 | Hạng 4 | Hạng 4  |        |        | Hạng 3 | Hạng 4 | 10     |
| Nhật Bản          |        | Hạng 2 | Hạng 1 | Hạng 1 | Hạng 1 | Hạng 1 | Hạng 3 | Hạng 2 | Hạng 2 |        | Hạng 2 | Hạng 3 | Hạng 4 | Hạng 2 | Hạng 2  | Hạng 3 | Hạng 2 | Hạng 2 | Hạng 1 | 17     |
| Kazakhstan        |        |        |        |        |        |        |        |        |        |        |        | Hạng 1 | Hạng 1 | Hạng 1 | Hạng 3  | Hạng 1 | Hạng 1 | Hạng 1 | Hạng 3 | 8      |
| Kuwait            |        |        |        |        |        |        | Hạng 7 | Hạng 6 | Hạng 5 | Hạng 5 |        |        | Hạng 9 |        |         | Hạng 5 | Hạng 6 |        |        | 7      |
| Malaysia          |        |        |        |        | Hạng 4 | Hạng 6 |        |        |        |        |        |        |        |        |         |        |        |        |        | 2      |
| CHDCND Triều Tiên |        |        |        |        |        |        | Hạng 4 | Hạng 4 |        |        | Hạng 5 |        |        |        |         |        |        |        |        | 3      |
| Philippines       |        | Hạng 6 | Hạng 5 |        |        |        |        |        |        |        |        |        |        |        | Hạng 10 |        |        |        |        | 3      |
| Qatar             |        |        |        |        |        |        |        |        |        |        |        |        |        |        | Hạng 8  | Hạng 9 |        |        |        | 2      |
| Ả Rập Xê Út       |        |        |        |        |        |        |        |        | Hạng 6 |        |        |        |        |        | Hạng 6  | Hạng 7 |        | Hạng 7 |        | 4      |
| Singapore         | Hạng 2 | Hạng 1 | Hạng 2 | Hạng 3 | Hạng 2 | Hạng 5 | Hạng 5 | Hạng 3 | Hạng 4 | Hạng 3 | Hạng 4 | Hạng 6 | Hạng 6 | Hạng 6 |         | Hạng 6 | Hạng 5 | Hạng 6 | Hạng 5 | 18     |
| Hàn Quốc          |        |        |        |        |        |        |        |        |        | Hạng 2 | Hạng 3 | Hạng 5 |        | Hạng 5 | Hạng 7  | Hạng 4 | Hạng 4 | Hạng 5 | Hạng 6 | 9      |
| Thái Lan          |        |        |        |        | Hạng 5 | Hạng 7 |        | Hạng 5 |        |        |        |        | Hạng 7 |        |         |        |        |        | Hạng 8 | 5      |
| Uzbekistan        |        |        |        |        |        |        |        |        |        |        |        |        | Hạng 2 |        | Hạng 5  |        |        |        |        | 2      |
| Số đội            | 2      | 6      | 5      | 4      | 5      | 7      | 7      | 7      | 8      | 6      | 7      | 6      | 9      | 6      | 10      | 9      | 7      | 9      | 8      |        |

### Nữ
| Đội tuyển  | 2010   | 2014   | 2018   | 2022   | Số năm |
| ---------- | ------ | ------ | ------ | ------ | ------ |
| Trung Quốc | Hạng 1 | Hạng 1 | Hạng 1 | Hạng 1 | 4      |
| Hồng Kông  |        | Hạng 6 | Hạng 6 |        | 2      |
| Ấn Độ      | Hạng 4 |        |        |        | 1      |
| Indonesia  |        |        | Hạng 5 |        | 1      |
| Nhật Bản   |        | Hạng 2 | Hạng 3 | Hạng 2 | 3      |
| Kazakhstan | Hạng 2 | Hạng 3 | Hạng 2 | Hạng 3 | 4      |
| Singapore  |        | Hạng 5 |        | Hạng 4 | 2      |
| Hàn Quốc   |        |        |        | Hạng 7 | 1      |
| Thái Lan   |        |        | Hạng 4 | Hạng 5 | 2      |
| Uzbekistan | Hạng 3 | Hạng 4 |        | Hạng 6 | 3      |
| Số đội     | 4      | 6      | 6      | 7      |        |